# 拾方方
拾方方（1967年2月5日—1994年5月），本名石方芳，台灣登山家，是第二位成功登頂聖母峰、也是第一位在聖母峰遇難的台灣人。

## 生平
石方芳出生於花蓮縣鳳林鎮，籍貫江蘇銅山。
淡水商專觀光科半工半讀畢業後，至旅行社工作，不久轉職去桃園的一家鐵工廠，所得投入登山用，並考取登山嚮導執照，偶然會聽相關的山行講座。1990年代初期，他參加劉克襄於台北市敦化南路誠品敦南店的演講。演講結束後，拾方方問劉克襄說：「劉老師，台灣的山該進行的探險形式，前面的人都摸索過了，還有什麼可以完成的？」後者以台灣單車旅行家胡榮華為例，說：「胡榮華以前總是在山區孤獨的攀登，不知前往何方。等爬了一陣，領悟通透了，才奔向世界！你或許可以他做為借鏡。」
1994年，拾方方瞞著家人進行聖母峰攻頂計畫，曾為補足登山款向家人借錢，但被父親所拒。該年2月24日，他在日記中引用谭嗣同的名言：「做大事的人不是大成就是大敗。」在5月8日，不顧台灣登山隊隊長張瑞恭因天候因素反對攻頂、也無雪巴人幫助之下，拾方方堅持登山，成功登頂，但下山至第二台階時因暴風雪來臨而從此失蹤。

## 身後
1995年，首位聖母峰登頂成功的台灣女性江秀真，在第二次登山前在基地營對拾方方衣冠塚致意，並將記念石堆的照片寄給劉克襄。
在花蓮新光兆豐休閒農場，立有拾方方的銅像與其父拾禮週撰寫的紀念碑文。